# Euskal Herriko Ahotsak
Euskal Herriko Ahotsak (en castellano, Voces del País Vasco) es un proyecto que busca documentar catalogar y difundir la tradición oral y la diversidad dialectal de la lengua vasca, así como recoger testimonios sobre la vida tradicional de los vascohablantes nativos. En 2018, había realizado 100 000 grabaciones de acceso público y gratuito.
Lo dirige la asociación cultural Badihardugu Euskara Elkartea. Se trata de la recopilación de diferentes conversaciones sobre temas diversos de entrevistas a personas mayores de 80 años realizadas en el dialecto de la lengua vasca que se habla en su zona con la intención de formar un archivo y una base de datos de expresiones orales de las diferentes zonas de Euskal Herria, intentando mitigar la pérdida que la falta de transmisión oral de las tradiciones, ritos, oficios tradicionales, etc. a la vez que se reserva una muestra de diferentes subdialectos del euskera que se están están siendo uniformados por la prevalencia del euskera batúa o unificado destinado a la normalización lingüística.
Las bases del proyecto se establecieron entre los años 2002 y 2003 concretando la metodología que se iba a usar, los recursos y los diferentes aspectos técnicos. Entre los años 2004 y 2007 se realizó la recopilación del material oral y su posterior trabajo de clasificación para la creación de la base de datos y la consulta pública de la misma a través de la página web "http://ahotsak.eus/". Se realizaron más de 7000 entrevistas a más de 5000 personas por todo el ámbito geográfico de Euskal Herria, en donde se recogieron, en el euskera propio de la localidad, testimonios sobre la vida y costumbres de la primera mitad del siglo XX y testimonios referentes a momentos históricos como la proclamación de la II república española o la guerra civil.  Participaron en el proyecto el gobierno vasco, las diputaciones forales de Vizcaya y Guipúzcoa así como la Fundación Kutxa y más de 60 ayuntamientos.
En el año 2018 a asociación Badihardugu Euskara Elkartea subió al proyecto Commons de Wikimedia 343 grabaciones bajo licencia gratuita, de los cuales 200 eran vídeos en euskera.

## Objetivos
El objetivo principal es crear una base de datos y un archivo catalogado del patrimonio oral eúscaro,  mostrando las diferentes variantes existentes de la lengua en sus diferentes dialectos a la vez de recoger experiencias, testimonios y costumbres referenciadas en el siglo XX, periodo vital activo de las personas entrevistadas, todas ellas mayores de 80 años cuando se les realizó la entrevista, y poner esa información a disposición del público para su difusión entre la ciudadanía.
Características del proyecto
- Recopilación de datos por todo el Euskal Herria.
- Público y gratuito.
- Es un proyecto abierto y cualquier interesado puede participar.
- Reúne a varios investigadores y proyectos.
- Se sigue una metodología sistemática y precisa.
- La información está organizada por población y tema.
- Puede tener todo tipo de destinatarios: investigadores, estudiantes, aficionados, familiares... filólogos, historiadores, antropólogos...[1]

## Metodología y fases
Se ha desarrollado una metodología concreta para realizar la recopilación del material. Las entrevistas se grabaron en vídeo y se recogieron otros materiales más antiguos, para ello se realizó un protocolo de actuación de 7 fases:
- Realizar un muestreo en cada localidad para identificar a las personas mejor capacitadas para realizar la intervención, así como temas y material audiovisual ya existente.
- Digitalización, estandarización y copia del material existente.
- Catalogación y documentación del material.
- Codificación de las entrevistas, detectando la información registrada en el vídeo e insertando códigos (temporales, temáticos y cualitativos), necesarios para el trabajo posterior y la divulgación. Identificación y codificación los extractos contenidos y utilizables en cada grabación.
- Transcripción de extractos seleccionados.
- Edición de vídeos y publicación en el servidor web.
- Inclusión en la página web de consulta (http://www.ahotsak.eus)

La base de datos es viva y se renueva constantemente y con una detallada documentación en la que figuran los datos de los entrevistados y de los testigos (fecha de nacimiento, biografía breve, foto...), datos de la entrevista (cuándo, dónde, cómo, por qué, lugar de la entrevista...) quedando a disposición del público pudiéndolo realizar las consultas desde diferentes filtros.
- Entrevista en Éibar, Guipúzcoa (España).
- Entrevista en Ondárroa, Vizcaya (España).
- Entrevista en Sara, Labort (Francia).
- Entrevista en Alsasua, Navarra (España).

## Galardones
El proyecto Euskal Herriko Ahotsak ha recibido los siguientes reconocimientos y galardones:
- Premio ARGIA, recibido en el año 2011.[2]

- Premio Abbadia de la Diputación Foral de Gipuzkoa otorgado en el año 2018.[3]

## Badihardugu Euskara Elkartea
Euskal Herriko Ahotsak ese un proyecto que surge de la asociación Badihardugu Euskara Elkartea, la asociación del euskera del valle del río Deva, que tiene su sede en el palacio de Markeskua de la ciudad de Éibar en Guipúzcoa.
La asociación tiene como objetivo el conformar un espacio de encuentro de los vascoparlantes del Valle de Deva poniendo especial atención en el uso del los dialectos del euskera hablados en el mismo en aras de mitigar la influencia uniformadora que el euskera batua tiene en la sociedad. Para Badihardugu es importante el fomentar la transmisión oral y trabajar con otras asociaciones y organismos que tengan objetivos similares, así como con las administraciones públicas. 
La difusión del conocimiento es una de las tareas que son importantes, para ello realiza conferencias, mesas redondas, edición de libros, etc. haciendo especialmente hincapié en la difusión por internet. Tiene el apoyo del Gobierno Vasco, la Diputación Foral de Gipuzkoa y de la Fundación Kutxa.
Euskal Herriko Ahotsak ha mantenido una estrecha colaboración con el ayuntamiento de Éibar y la comisión Ego Ibarra dependiente del mismo y que tiene el objetivo del m mantenimiento de la memoria cultural eibarresa. El proyecto Euskal Herriko Ahotsak. proyecto principal de Badihardugu Euskara Elkartea, tiene su origen en varios proyecto de recopilación oral que se llevaron a cabo en los años 90 del siglo XX y, principalmente, en el proyecto Eibartarren Ahotan que puso en marcha la comisión Ego Ibarra el año 1999.

### Proyectos en curso
Aparte de Euskal Herriko Ahotsak, Badihardugu Euskara Elkartea mantiene en activo varios proyectos similares pero con diferentes objetivos y destinos. Estos son:
- Ahotsak Corpusa,  Ahotsak Ahozko Tradiziozko Corpusa  en castellano Las voces del cuerpo, proyecto que tiene como objetivo el realizar una recopilación del lenguaje corporal que acompaña a la expresión oral en las entrevistas realizadas. Se pretende recoger las características del lenguaje corporal natural de los vascos nacidos entre 1900 y 1950. Con base en los testimonios de los ponentes se determinan las variantes de cada lema y la distribución geográfica de variantes y lemas, haciendo una base de datos estadísticos.[5]

- Gazte Gara Gazte, en castellano "Somos jóvenes", recopilación de información sobre las costumbres y el lenguaje usado y de qué forma se usa por los jóvenes de Euskal Herria y la construcción de un diccionario de los términos usados por los jóvenes. Se pretende potenciar el conocimiento del euskera de los jóvenes, aportar recursos prácticos y reales e incidir en su motivación. El trabajo comenzó en el 2014 realizando entrevistas entre personas jóvenes de toda el área cultural vasca.[6]
- Gerrako ahotsak, en castellano Voces de la guerra, es un proyecto que recopila testimonios de la guerra civil española de 1936 y el franquismo dando una visión de los hechos desde un punto de vista personal y directo de quienes vivieron los hechos en primera persona. Se basa en las entrevistas realizadas en el proyecto Euskal Herriko Ahotsak   entre las que se han destacados aquellas con un contenido específico sobre el tema y se les ha dado un tratamiento especial. No se trata de una visión "militar" del conflicto, sino de recoger las vivencias de aquellos niños y jóvenes que vivieron directamente la guerra.[7]

- Ahotsak Ikasgelan, en castellano Voces en el aula, este proyecto tiene como objetivo la preparación y edición de material didáctico destinado a alumnos de diferentes edades y niveles. Basándose en el material y conocimiento recopilado en las entrevistas del proyecto principal y como parte del objetivo del mismo de la difusión del patrimonio oral se crea una colección de materiales audiovisuales y fichas asociadas, hojas de trabajo para trabajar con contenido sobre de los temas tratados, así como canciones y juegos para personas mayores, desarrollados por escolares.[8]  Relacionado con este proyecto, en 2017 se publicó el libro Jira Bueltan.[9][10]

- Kanten Kantoia, en castellano Canciones de la esquina, recopilación de canciones populares e historias en euskera. Se trata de la realización de un repositorio donde se recojan canciones antiguas y nuevas, coplas, historias, leyendas, mitos y cuentos poniéndolos a disposición del público con licencia gratuita.[11]

- 101L - Hizkuntza aniztasuna, en castellano 101L Diversidad lingüística, este proyecto tiene como objetivo el recopilar muestras de las diferentes lengua que de una u otra forma se halan en Euskal Herria. Comenzó a realizarse en 2015 en San Sebastián  y recoge entrevistas con personas que han venido a residir a los territorios que conforman Euskal Herria o que vienen a visitarlo. Se han detectado al menos 97 lenguas diferentes. Junto con los idiomas, se recopilan experiencias y opiniones, principalmente sobre multilingüismo, emigración e integración.[12]